# Breton (gruppo musicale)
I Breton sono un gruppo musicale inglese originario di Londra e formatosi nel 2007. Il gruppo è composto da Roman Rappak (voce e chitarrista del gruppo), Adam Ainger (batteria), Ian Patterson (programmatore del gruppo), Daniel McIlvenny (basso) e Ryan McClarnon (effetti visivi).

## Storia del gruppo
Rappak e Ainger cominciarono a suonare insieme nel 2007, ma il gruppo non prese una forma definita prima di molti anni. Si consideravano come un collettivo di artisti multimediali, lavorando in un edificio (ex-banca di NatWest) situato presso Elephant and Castle che i due rinominarono Breton Labs. Il gruppo pubblicò tre EP e diversi remix per artisti come Tricky, Alt J, The Temper Trap, Lana Del Rey e Local Natives. Il gruppo firmò un contratto con l'etichetta discografica FatCat Records nel 2011 e l'anno successivo pubblicò il loro primo album in studio, Other People's Problems.
Per gran parte del 2012 e del 2013, il gruppo suonò in giro per l'Europa mentre scriveva del materiale in preparazione per il nuovo album. Dal momento che il loro vecchio studio doveva essere demolito, i Breton si trasferirono a Berlino per registrare il loro secondo album. Firmarono un contratto con Believe Recordings (UK) e pubblicarono i singoli Envy e Got Well Soon verso la fine del 2013. All'inizio del febbraio 2014, hanno pubblicato l'album War Room Stories.
Il singolo dei Breton Got Well Soon è stato incluso nell'Episodio 4 di Life Is Strange, un videogioco ad episodi pubblicato da Dontnod Entertainment nel corso del 2015.

## Formazione
- Roman Rappak - voce, chitarra (2007 - presente)
- Adam Ainger - batteria (2007 - presente)
- Ian Patterson - tempo (2010 - presente)
- Daniel McIlvenny - basso, tastiera, sintetizzatore (2010 - presente)
- Ryan McClarnon - effetti visivi (2012 - presente)

Ex membri:
- Alex Wadey (2010 - 2011)

## Discografia

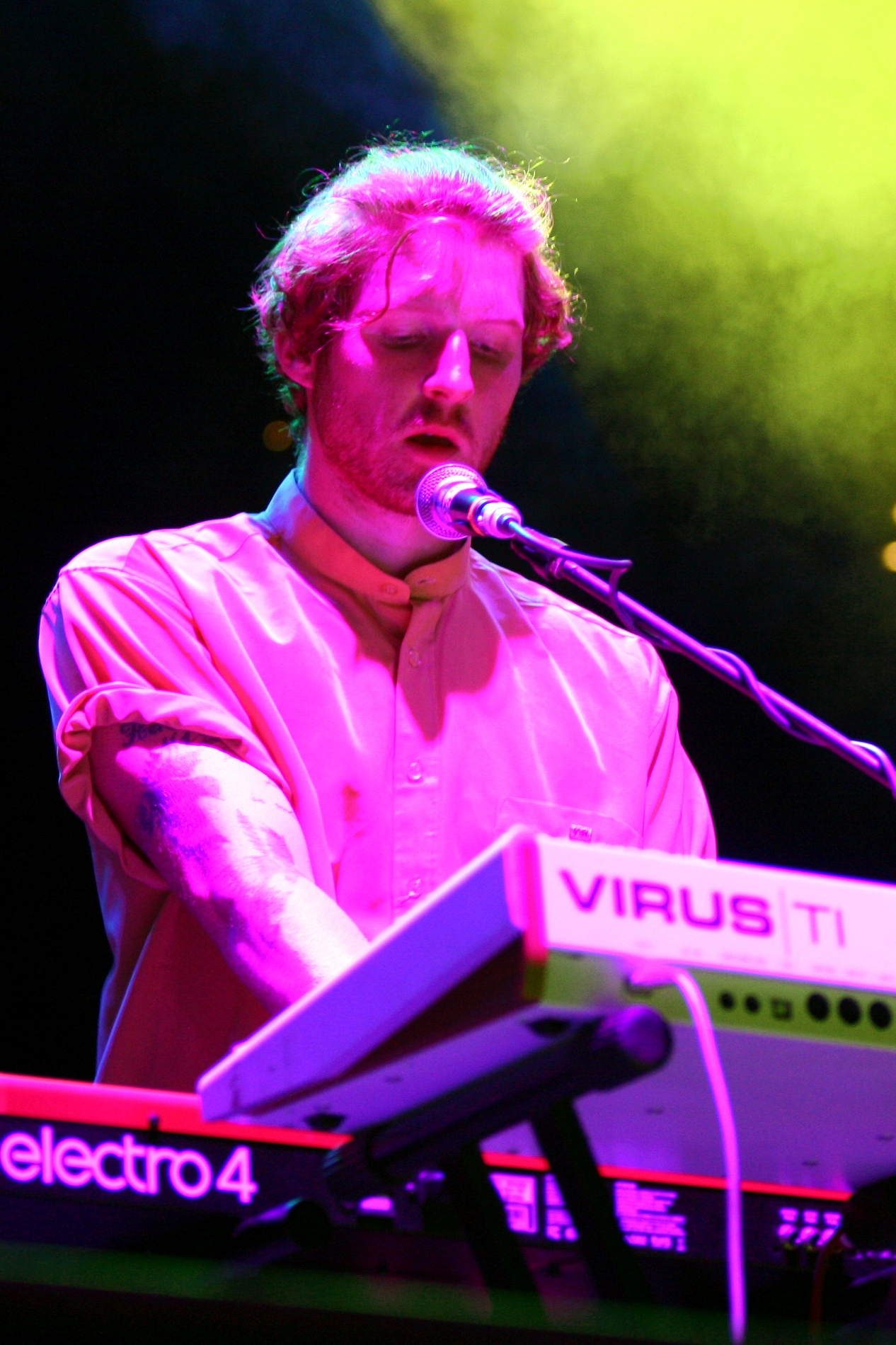
Daniel McIlvenny al Rock im Park 2014

### Album in studio
| Anno | Titolo                                                                                     | Posizione | Posizione | Certificazioni |
| Anno | Titolo                                                                                     | FR        | UK Indie  | Certificazioni |
| ---- | ------------------------------------------------------------------------------------------ | --------- | --------- | -------------- |
| 2012 | Other People's Problems - Pubblicato: 3 aprile 2012 - Etichetta: Fat Cat Records           | 151       | 35        |                |
| 2014 | War Room Stories - Pubblicato: 3 febbraio 2014 - Etichetta: Cut Tooth / Believe Recordings | 33        | 49        |                |

### EP
- 2010 - Practical (Strange Torpedo)
- 2010 - Sharing Notes (BretonLabs)
- 2011 - Counter Balance (Hemlock Recordings)
- 2012 - Blanket Rule
- 2013 - Escalation (BretonLabs)
- 2013 - Force of Habit (Cut Tooth / Believe Recordings)

### Singoli
| Anno | Titolo                                            | Posizione | Album di provenienza    |
| Anno | Titolo                                            | FR        | Album di provenienza    |
| ---- | ------------------------------------------------- | --------- | ----------------------- |
| 2011 | Edward the Confessor - Etichetta: Fat Cat Records | —         |                         |
| 2012 | The Commission                                    | 141       | Other People's Problems |
| 2012 | Interference - Etichetta: Fat Cat Records         | —         |                         |
| 2012 | Jostle - Etichetta: Fat Cat Records               | —         |                         |
| 2012 | Population Density - Etichetta: Fat Cat Records   | —         |                         |
| 2013 | Remixed 12" - Etichetta: Fat Cat Records          | —         |                         |
| 2013 | Got Well Soon - Etichetta: Fat Cat Records        | —         |                         |
| 2014 | Envy                                              | 84        | War Room Stories        |